# Omosita colon
Omosita colon (лат.) — вид жуков-блестянок. Длина тела взрослых насекомых (имаго) 2—3 мм. Тело продолговато-овальное, чёрное. Бока переднеспинки, несколько мелких пятнышек в передней половине надкрылий и общая перевязь в задней половине надкрылий — ржаво-рыжие.